# Exoneura hackeri
Exoneura hackeri är en biart som beskrevs av Cockerell 1913. Exoneura hackeri ingår i släktet Exoneura och familjen långtungebin. Inga underarter finns listade i Catalogue of Life.